# Tabormühle
Die Tabormühle ist eine an der Schmida liegende Mühle bei Frauendorf an der Schmida in Niederösterreich.
Die Mühle befindet sich nördlich des Ortes knapp westlich der Straße zwischen Sitzendorf und Frauendorf. Sie wurde erstmals 1665 urkundlich genannt. Der freistehende, zweigeschoßige Bau ist eine unregelmäßige, hakenförmige Anlage, die im Kern zumindest auf das 17. Jahrhundert zurückgeht. Besonders die Süd- und die Ostseite stammen noch aus dieser Zeit, das heutige Erscheinungsbild ist jedoch durch Umbauten der letzten Jahrzehnte geprägt. Wie dem Franziszäischen Kataster zu entnehmen ist, wurde das Mühlrad sowohl vom Wasser der Schmida als auch des Schleinzbach-Kanales betrieben. Die Mühle wurde später elektrisch betrieben und im späten 20. Jahrhundert eingestellt. Derzeit befindet sich in der Mühle eine Obstdestillerie.